# Stazione di Argentan
La stazione di Argentan (in francese Gare d'Argentan) è la principale stazione ferroviaria di Argentan, Francia.